# カーメロ・ヘイズ
クリスチャン・ブリガム（Christian Brigham, 1994年8月1日 - ）は、アメリカ合衆国マサチューセッツ州ウースター出身のプロレスラー。WWEにてカーメロ・ヘイズ（Carmelo Hayes）のリングネームで所属。

## 来歴

### インペデント・サーキット
2014年4月12日にブライアン・フューリーのトレーニングを受け、カオティック・レスリングでプロレスデビュー。マイキー・ウェブに敗れた。その後、プライド・オブ・ニューイングランド・トーナメント・フォー・トゥモローで優勝した。2016年3月17日、カオティック・レスリング・ニュー・イングランド・チャンピオンシップで優勝し、タイトルを獲得。2018年3月16日、トリピ・リシャスと共にカオティック・レスリング・タッグチーム王座を獲得した。

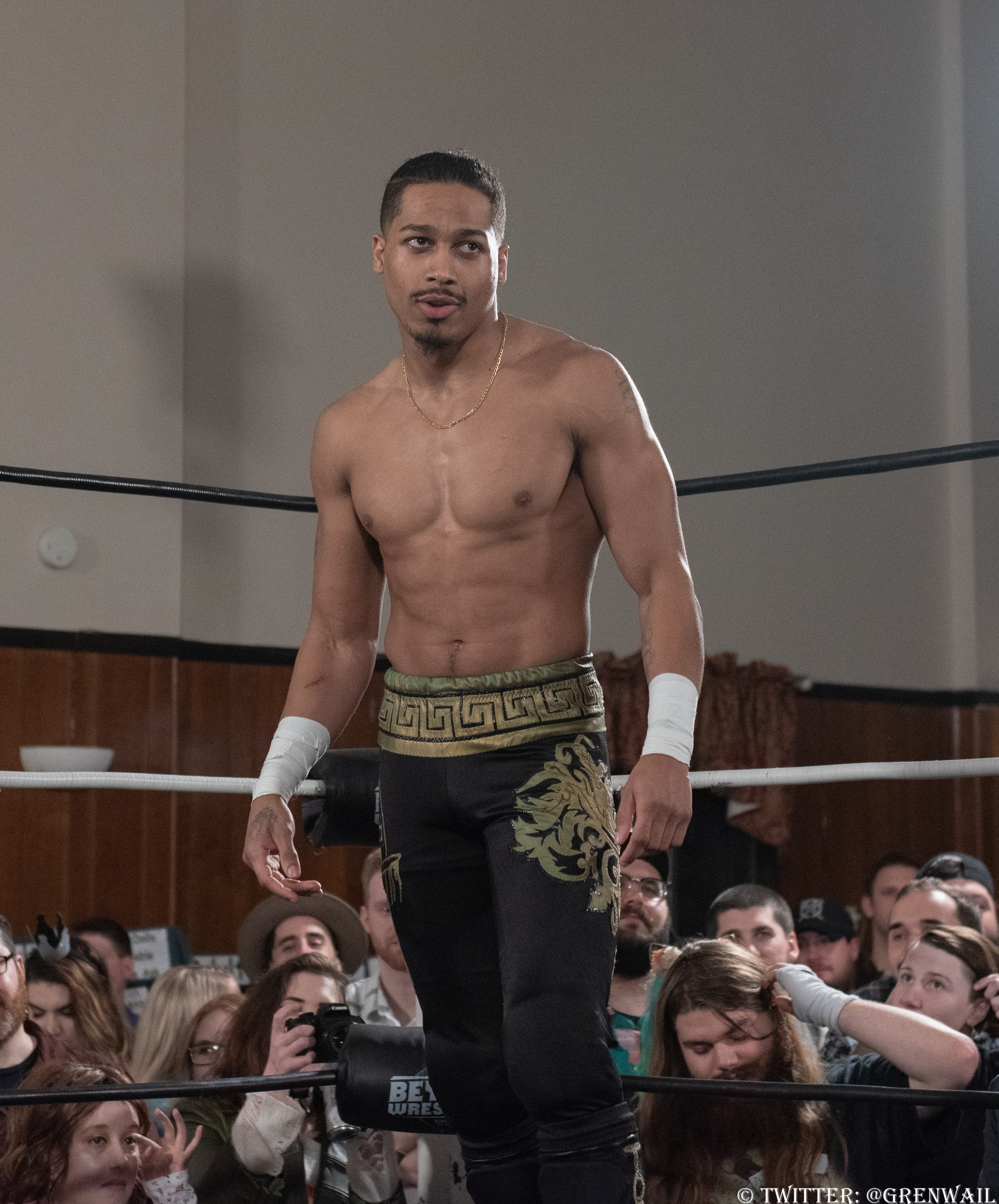
2014年のカサノバ

2019年3月29日、カオティック・レスリング・ヘビー級王座を獲得した。2020年12月19日、バケーション・カップで優勝した。

### WWE

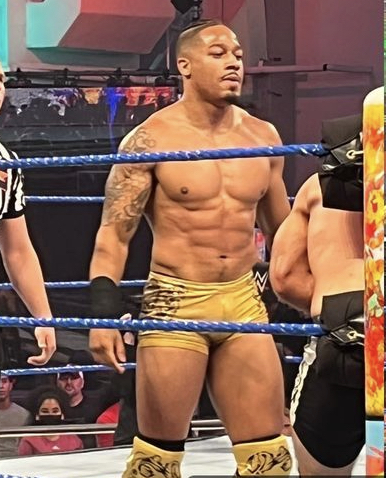
2021年のヘイズ

2021年2月12日、WWEと契約を結び、 WWEパフォーマンスセンターへ加入した。6月1日、カーメロ・ヘイズというリングネームでデビューを果たし、WWE・クルーザー級王座に対するKUSHIDAにチャレンジしたが、敗北。6月22日、アダム・コールと勝負したが敗北。7月、NXTブレイクアウト・トーナメントに参加し、ジョシュ・ブリッグス、デューク・ハドソン、オデッセイ・ジョーンズを破り、トーナメントで優勝した。9月14日、共にデビューしたトリック・ウィリアムズとチームを組んだ。
10月12日、アイザイア "スワープ" スコットとのブレイクアウト・トーナメント契約をし、 NXT北米王座を獲得した。11月23日、ジョニー・ガルガノ、ピート・ダンと対戦してタイトルを保持することに成功した。試合後、ヘイズ、トニー・ディアンジェロ、ブロン・ブレイカー、グレイソン・ウォーラーがガルガノ、ダン、トマソ・チャンパ、LAナイトと乱闘し、12月5日のNXTウォーゲームズでの試合が行われることになった。2022年1月4日のニューイヤーズ・イビルでNXT・クルーザー級王者であるロデリック・ストロングを破り、NXT北米王座とクルーザー級王座を統一した。その後クルーザー級王座は廃止となり、ヘイズが最後の獲得者となった。2月15日、ヴェンジェンス・デイにピート・ダンと対戦し王座を防衛。3月1日、キャメロン・グライムズに対しタイトルを防衛した。4月2日のスタンド・アンド・デリバーでの5ウェイラダーマッチで、ウォーラー、グライムス、サントス・エスコバー、ソロ・シコアと対戦したがグライムスがチャンピオンシップを勝ち取り、172日のタイトル保持を終えた。
6月4日のイン・ユア・ハウスで、グライムスを破NXT北米王座を取り戻した。その後、ディアンジェロと対戦し勝利し、7月5日のグレート・アメリカン・バッシュでのグレイソン・ウォーラーとの試合も勝利した。8月16日のヒートウェーブでのジョヴァンニ・ヴィンチと対戦し勝利し、9月4日のワールド・コライドでリコシェに対してもタイトルを保持した。9月13日、ソロ・シコアに王座を失い、101日で2回目のタイトル保持を終えた。WWEメインイベントの10月11日、セドリック・アレクサンダーを破った。10月22日のハロウィン・ハボックで、ラダーマッチで北米王座を取り戻すことができなかった。11月22日、新しいチャンピオンのウェス・リーとタイトルを争ったが敗北。12月10日のデッドラインで開催された第1回アイアン・サバイバー・チャレンジに出場したが、ウォーラーが優勝。ヘイズは、アポロ・クルーズとの抗争を開始。2023年2月6日、ベンジェンス・デイでツー・スリー・フォールド・マッチでクルーズと対戦し勝利。ヘイズとウィリアムズはNXT王座のブレイカーがグレイソン・ウォーラーに勝利した後、ヘイズが姿を現した。
2024年11月、クラウン・ジュエルでLAナイトのUS王座に3way形式で挑戦するも、ピンフォール負けを喫し、王座戴冠を逃した。

## 得意技

### フィニッシュ・ホールド
メロ・ドント・ミス
うつ伏せになっている相手に向かって、トップロープからアクス・キックで攻撃するフィニッシュ・ホールド
スリングボード・レッグ・ドロップ

### 打撃技
エルボー
エルボース・マッシュ
フェイスバスター
ナイフ・エッジ・チョップ
チョップ・スマッシュ
クローズライン
ハイ・ニー
ニー・ストライク
シングショート・ニー・ストライク
ニーリフト
ドーブル・ニー・フェイス・ブレイカー
ドロップキック
パンプ・キック
スーパーキック
クローズライン
スリングブレイド

### 投げ技
スープレックス
スープレックス・カッター
スーパープレックス
パワースラム
DDT

## 獲得タイトル
CW
- カオス・レスリング・ヘビー級王座 : 2回
- カオス・レスリング・ニューイングランド王座 : 1回
- カオス・レスリング・タッグチーム王座 : 1回（w /トリピ・リシャス
- 第12代三冠王者

リバティ・ステイツ・プロレスリング
- リバティ・ステイツ・ヘビー級王座 : 1回

インフェネット・レスリング
- インフェネット・レスリング世界王座 : 1回
- バケーションランド・カップ (2020)

プロレスリング・イラストレーテッド
- 2022年 500人のシングルレスラー中の77位

ノースイースト・チャンピオンシップ・レスリング
- NCWニューイングランド王座 : 1回

WWE
- NXT王座：1回
- NXT北米王座 : 2回
- NXTクルーザー級王座 : 1回
- NXTブレイクアウト・トーナメント優勝

ラッキープロレス
- LPWタッグ王座 : 1回（w /エリア・マルコプロス

## 入場曲
- The Greatest 現在使用中